# Jacob Por

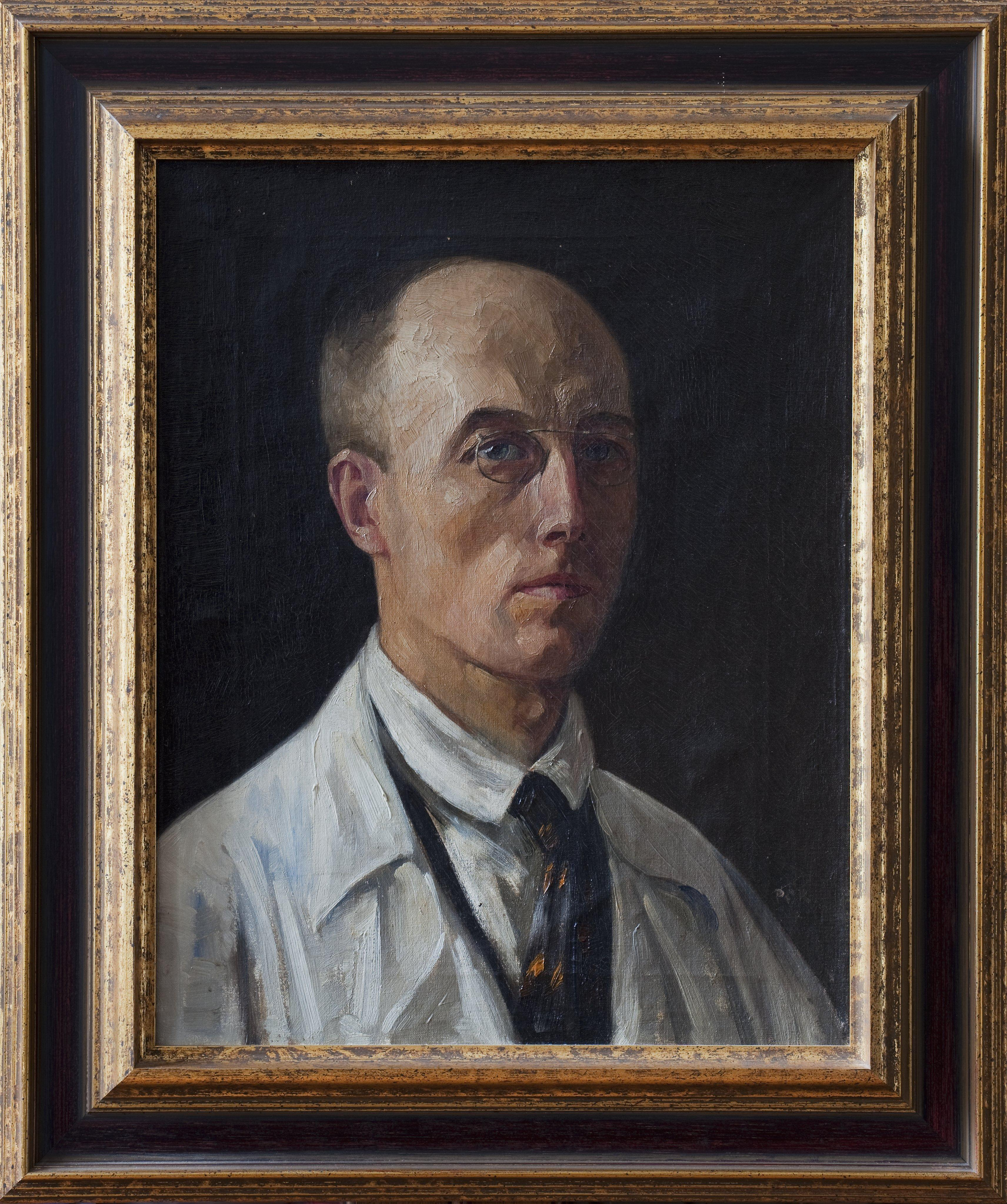
Jacob Por: Zelfportret

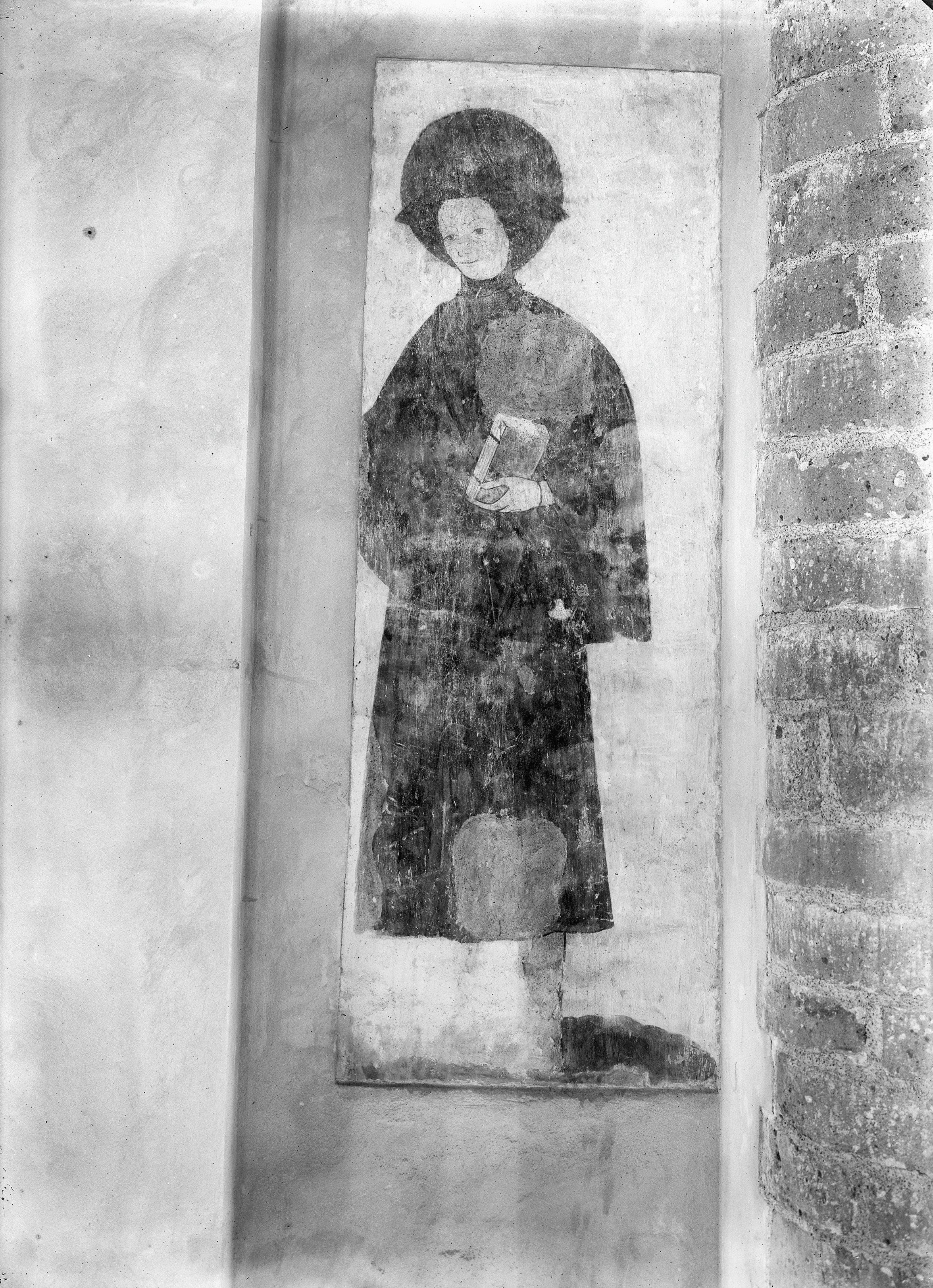
Muurschildering in de Hervormde Kerk te Muiden gerestaureerd door Jacob Por, foto: Jacob Por, RCE.

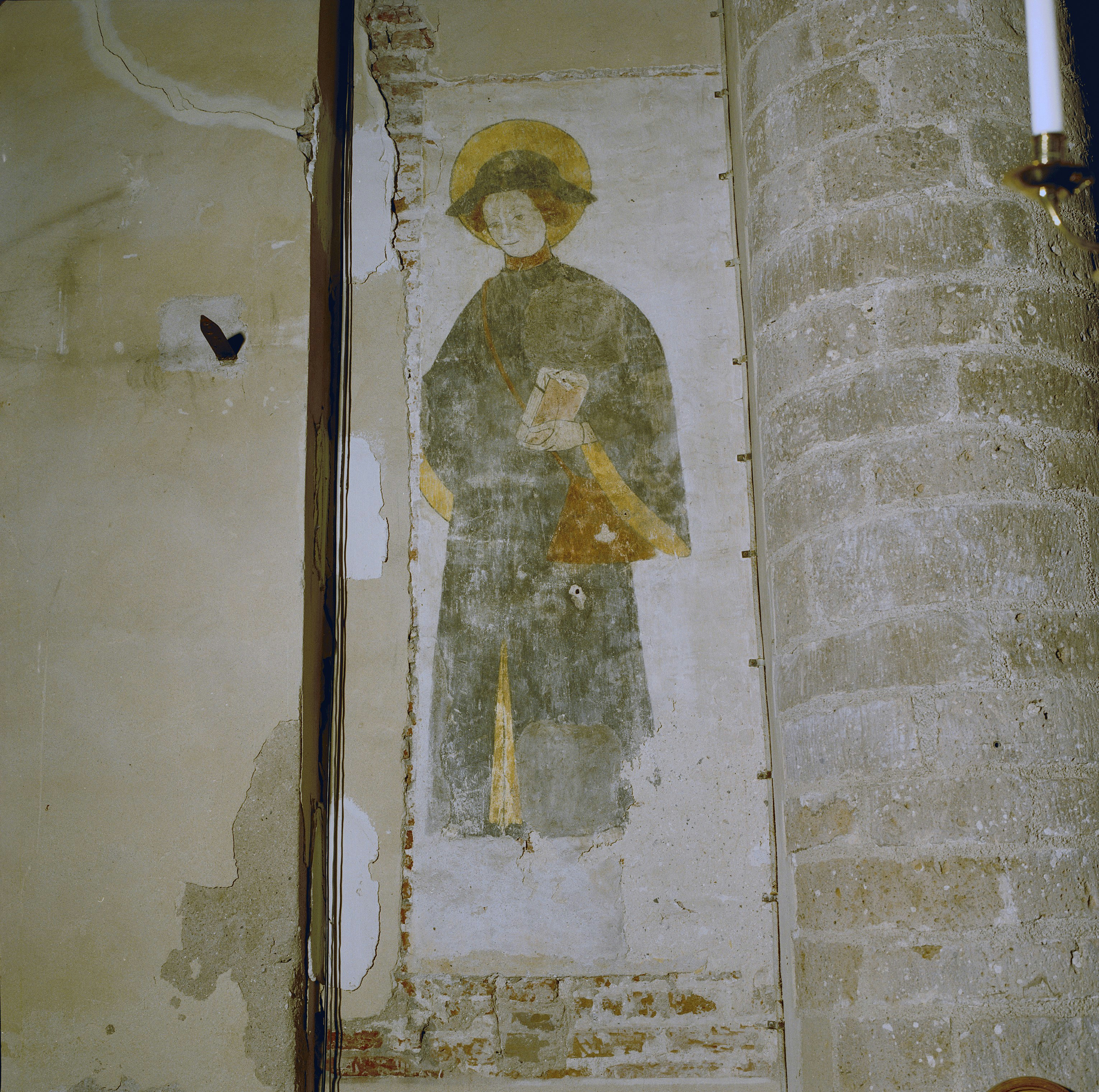
Zelfde gerestaureerde schildering in 1992.

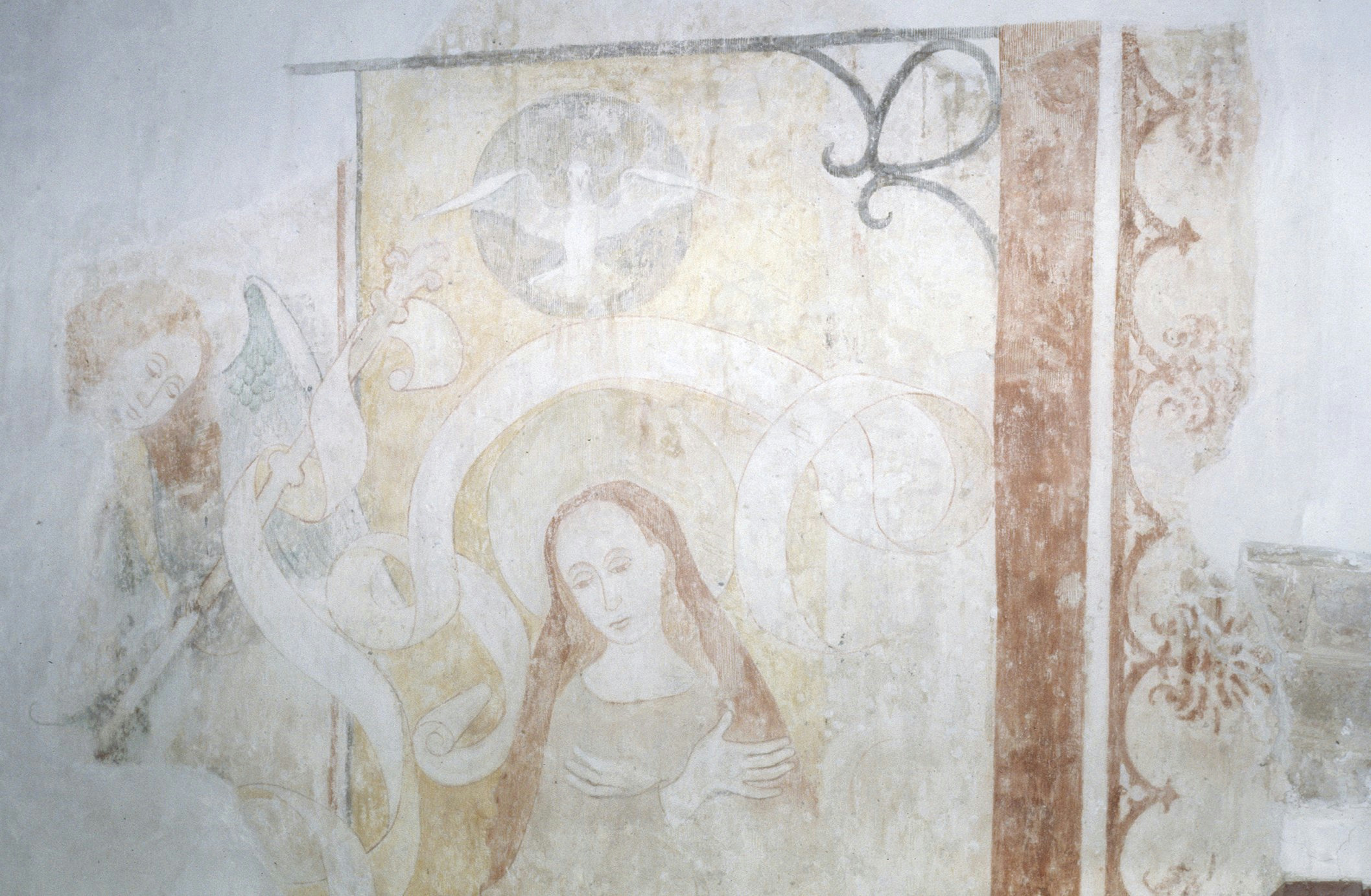
Gerestaureerde annunciatie, Mariakerk, Ruinen.

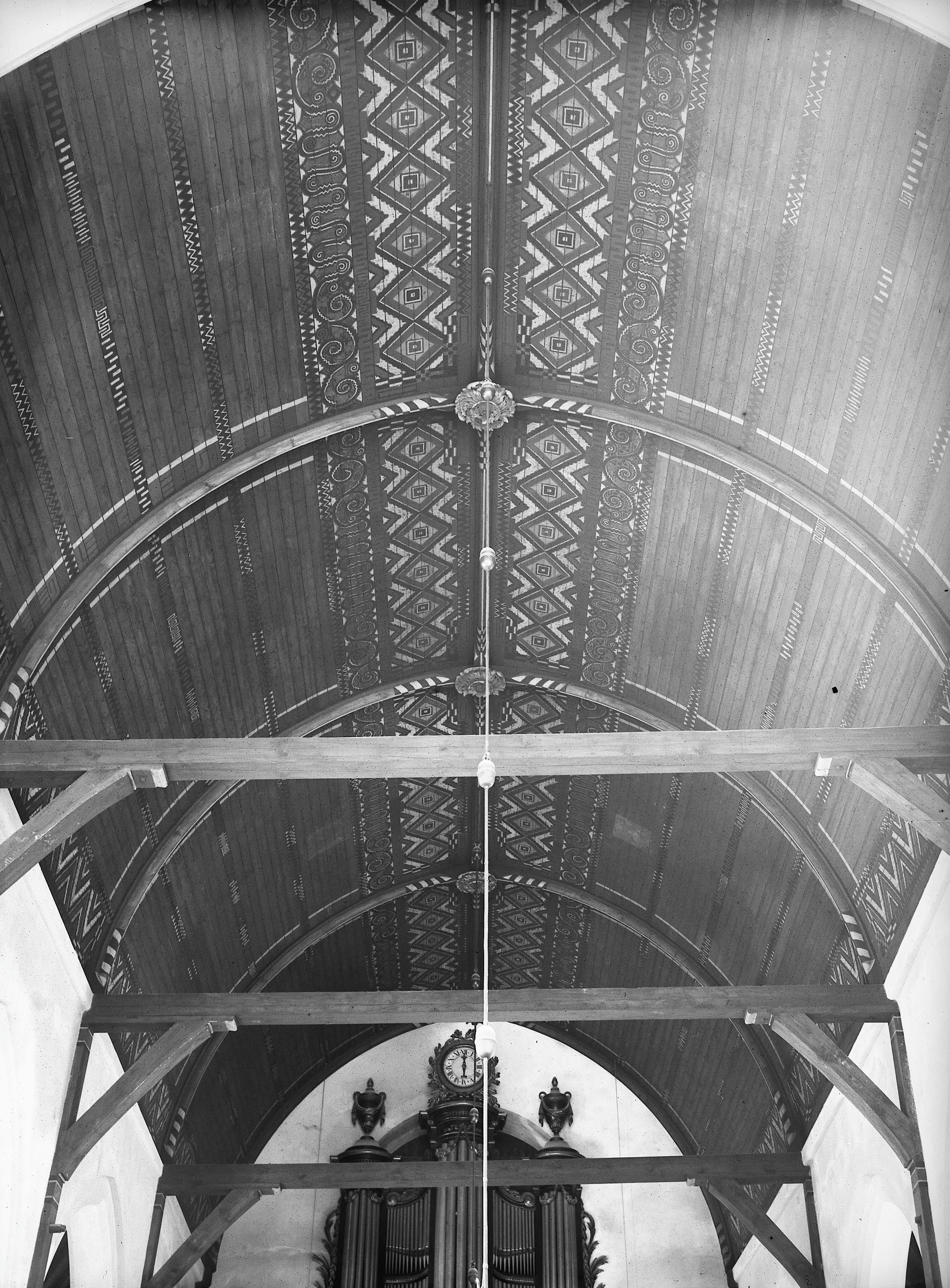
Decoratie op nieuw houten gewelf bij restauratie van de kerk, Oude Kerk, Rijswijk, 1928.

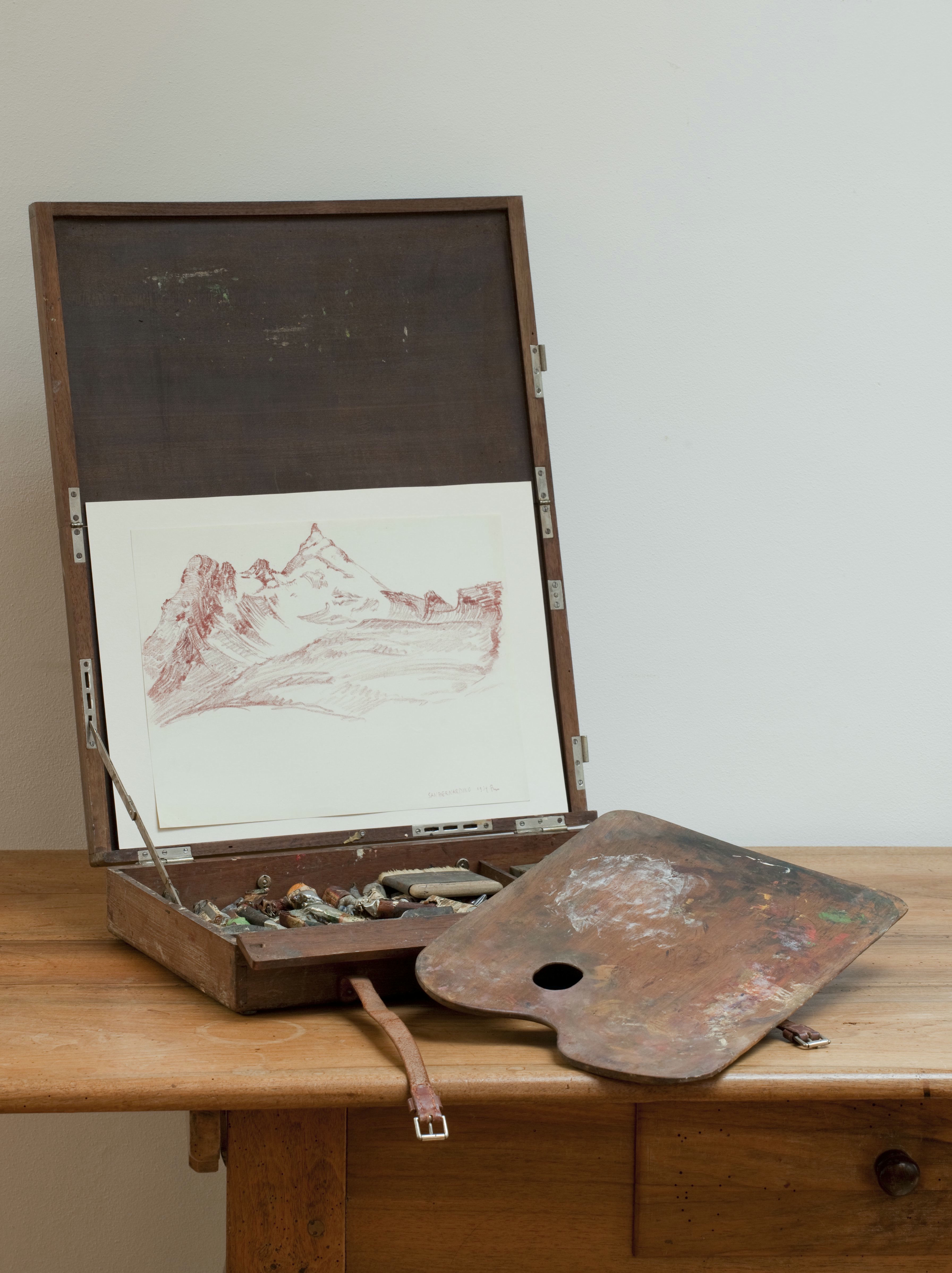
Schilderkist van Jacob Por.

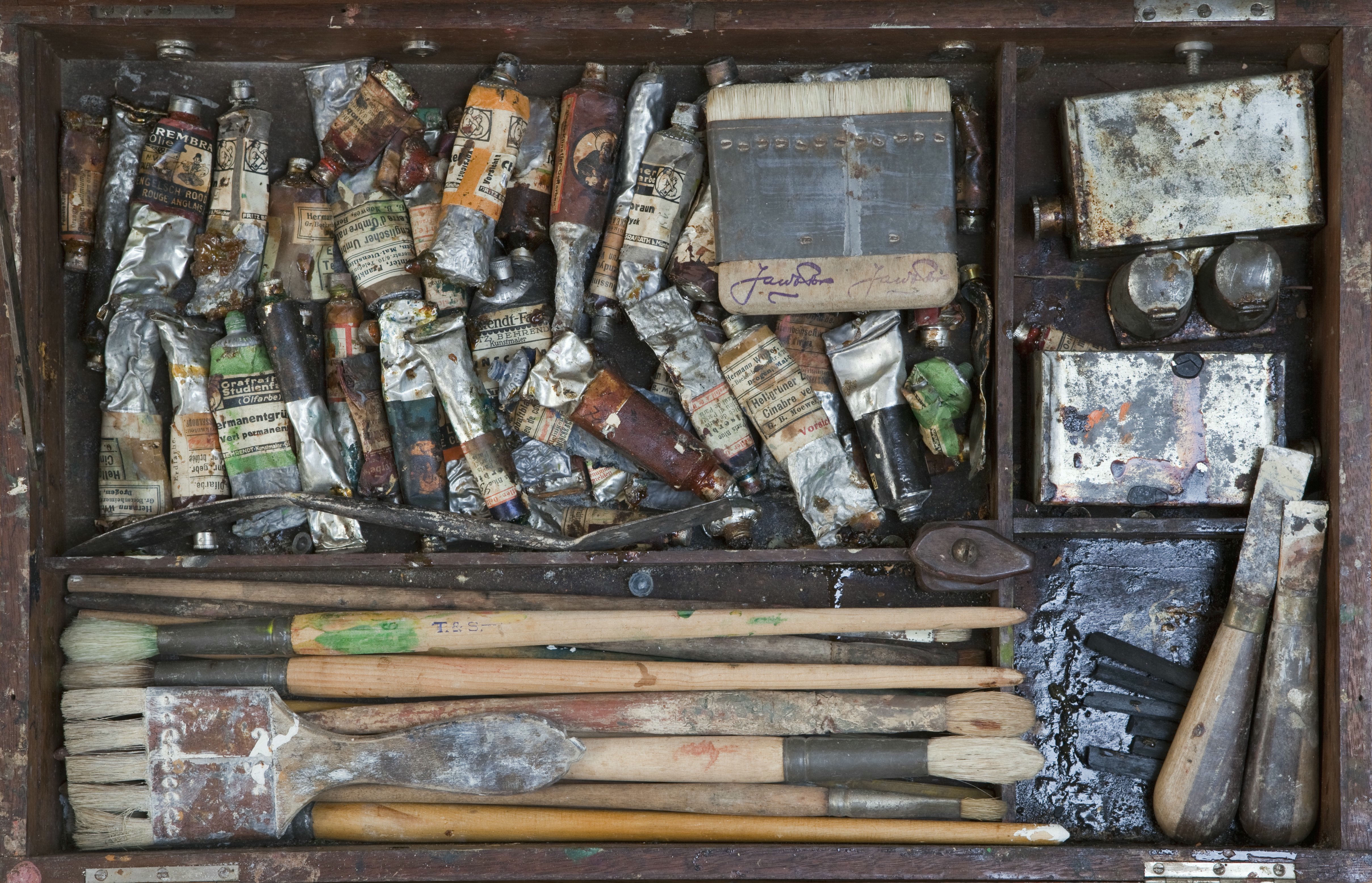
Inhoud van de schilderkist van Jacob Por.

Jacob (Jacobus) Por (Leens, 5 juni 1882 - De Bilt, 21 maart 1947) was een Nederlands kunst- en decoratieschilder, restaurator, fotograaf en mogelijk glazenier bij het Rijksbureau voor de Monumentenzorg en vanaf 1922 directeur van de Nationale Schildersschool in Utrecht.

## Opleiding
Zijn vader Willem Por was verver en Jacob zal van hem over verven geleerd hebben. Van 1902 tot 1905 volgde Jacob Por de schildersopleiding aan de Academie Minerva in Groningen bij onder meer Franciscus Hermanus Bach (1865-1956), gelijktijdig met de latere schilders van De Ploeg, Jan Wiegers en Jan Altink.

## Loopbaan
Daarna werkte hij als reizend gezel in Nederland en Duitsland. Vanaf 1911 voerde hij vanuit zijn gedeelde atelier in Frankfurt am Main restauraties en eigen ontwerpen uit. Privé schilderde hij vele landschappen en familieportretten. Door de gevolgen van de Eerste Wereldoorlog keerde Por in 1919 terug naar Nederland. Vanaf 1920 deed hij restauratieopdrachten voor het Rijksbureau voor de Monumentenzorg. In die tijd onderzocht en restaureerde hij muurschilderingen in tientallen monumenten in Nederland. Voorafgaand aan restauraties van muurschilderingen onderzocht hij de bouwhistorie, iconografie en chemische samenstelling van gebruikte verven. Daarnaast maakte hij eigen werk in art-decostijl in monumenten. Daarbij ging het om decoraties op bijvoorbeeld nieuw gewelfbeschot in kerken (onder meer in de Oude Kerk te Rijswijk.
Volgens de toenmalige directeur van Monumentenzorg Jan Kalf, was Por een van de weinigen aan wie het herstellen van muurschilderingen kon worden toevertrouwd. Por werkte volgens de nieuwe restauratieprincipes (behouden gaat voor vernieuwen), die Kalf voorstond. Kalf keerde zich tegen de restauratiepraktijk van P.J.H. Cuypers en Victor de Stuers, die een vermoede originele staat trachtten te reconstrueren. Over de restauratie van de Martinikerk in Groningen schreef Por 

Wij leven in een geheel anderen tijd. Wij kunnen wel de schoonheid van den ouden tijd navoelen, maar deze niet persoonlijk scheppen.

Vanaf 1922 tot zijn dood was Por directeur van de Nationale Schildersschool te Utrecht, die in dat jaar was opgericht door leden van de Bond van Nederlandsche Schilderspatroons (tegenwoordige opleiding Nimeto). Op deze school werd lesgegeven in onder meer reclame- en decoratief tekenen, kunstgeschiedenis, scheikunde en materiaalkennis. Onder zijn leiding werd in 1931 een Letterboek voor den schilder samengesteld met voorbeelden voor belettering voor buitenreclame, etalages e.d. Het werd uitgegeven door Kosmos.

## Uitgevoerde werken voor Monumentenzorg
onder meer:
- Amersfoort, Sint Joriskerk, 1942. Kruisdraging, ca. 1560. Ecce Homo, ca. 1560
- Arnhem, Sint-Eusebiuskerk (Grote Kerk), 1927. Ornament op het gewelf van een van de kapellen, 1515
- Breda, Grote Kerk, 1936-1940. Noordtranseptwand Maria-boodschap, ca. 1490. Vieringsgewelf musicerende engelen, ca. 1510. Prince-kapel, renaissance-ornament op gewelven, 1533. Koorpijler engelen, 1483 en kruisiging, 1530
- Delft, Nieuwe Kerk. Schilderingen op nieuw gewelf, 1923
- Delft, Sint-Hippolytuskapel. Houten tongewelf met schilderingen, 1919 en/of 1924
- Deventer, Lebuinuskerk, 1927-1943. Op pijlers heiligen en engelen, ca. 1425. In koor retabelfragment, 1420
- Dordrecht, Grote Kerk, 1930. Art-deco-schilderingen in plaats van destijds al verdwenen middeleeuwse schilderingen.
- Godlinze, Hervormde Kerk, 1922. Op gewelf symbool evangelisten en ornament, 1450
- Groningen, Martinikerk, 1924. Koor grote taferelen met kerst- en paascyclus, tweede kwart zestiende eeuw. Ornament koorboog, 1220
- Hengelo, Hervormde Kerk, rond 1932. Koor apostelen, 1390. Zijbeuk Aanbidding der wijzen, heiligen
- 's-Hertogenbosch, Sint Jansbasiliek, 1921-1927. Op pijler St. Nicolaas 1460, Petrus en Paulus, 1485
- Herveld, Hervormde Kerk, 1926. In koor Laatste Oordeel en drie heiligen, eerste helft vijftiende eeuw
- Leur, Hervormde Kerk, 1925. Gewelven heiligen en ornament, ca. 1550. Koor Mannaregen, 1550
- Lienden/Ingen, Hervormde Kerk, 1932. Koor kruisiging, St. Christoffel, apostelen, kort na 1470
- Maastricht, Kruisherenkerk, 1921. Op gewelven symbool der Kruisheren en ornament, 1461 en 1502. In kapel St. Gertrudis, 1525
- Maurik, Hervormde Kerk, 1924. In koor conversatio mystica en bisschop St. Hubertus, 1520
- Muiden, Hervormde Kerk, 1924-1926. In koor apostelen, ca. 1400, in schip heiligen ca. 1500
- Nisse, Hervormde Kerk, 1924. Drievuldigheid met engelen, St. Christoffel, ca 1450
- Oldebroek, Hervormde Kerk, 1924. Koorgewelf ornament, 1497 en 1530
- Poederoijen, Slot Loevestein, 1927. In nis ridderzaal Kruisiging en H. Catharina, ca 1425
- Poortugaal, Hervormde Kerk, 1924. In dwarsschip muurschildering met Laatste Oordeel, ca. 1475
- Roermond, Groot Seminarie, 1926. Groot fragment van Laatste Oordeel, 1490 met de muur overgebracht naar bijgebouw
- Ruinen, Hervormde Kerk, 1925. In het schip Blijde boodschap, ca. 1525
- Rijswijk, Oude Kerk, ca. 1928. Decoratie van het houten gewelf
- Tricht, Hervormde Kerk, 1925. Doop van Christus, 1540
- Utrecht, Domkerk, 1919-1922. Kruisiging ca 1420-1430 in de Kapel van Guy van Avesnes. Tapijtschilderingen op zuilen.

## Publicaties van Jacob Por
onder meer:

### Artikelen
- Middeleeuwse muurschilderingen in het vroeg-gotische schip, Oudheidkundig Jaarboek 1922
- Gewelfschilderingen in het koor van de kerk te Oldenbroek, Het Gildeboek 7(1924), 133-134
- De muurschilderingen in de Martini-kerk, Groningsche Volksalmanak 1925, 54-69
- Muurschilderingen in Muiden en Zwolle, Oudheidkundig Jaarboek 1929, 249
- Ornamentale vlakversiering en de beschildering van de gewelven in het schip van de Groote kerk te Dordrecht, De kunst der Nederlanden, 9 (maart 1931), 332
- Muurschilderingen in de Ned. Herv. Kerk te Hengelo in Gelderland, Oud-Holland 49(1932), 18-32
- Beschilderde koorbanken in het oude Klooster te Ter Apel, Opgang 13(1933), 708-716
- Technische verschijnselen bij de glasschilderkunst van dezen tijd, Opgang 9(681), maart 1934
- De tapijtschilderingen in den Dom, Oud-Utrecht, 25 februari 1936
- Drie kruisigingstafereelen uit de XVe eeuw, Oud-Holland 54(1937), 27-37
- Technisch onderzoek van een muurschildering te Breda, Oud-Holland 55 (1938), 179-189
- Een fresco-schildering in de groote kerk te Breda, Oud-Holland 57 (1940), 229-238
- Een paneel- of muurschildering van 1300?, Oud-Holland 59 (1942), 144-149
- Een merkwaardige schildering in de groote kerk te Breda, Oud-Holland 60(1943), 37-44
- Een oude muurschildering buiten aan de St. Joriskerk te Amersfoort, Oud-Holland 61(1946), 141

### Boek
- Letterboek voor den schilder. Samengesteld door leeraren en leerlingen van de Nationale Schildersschool te Utrecht onder leiding van den directeur Jacob Por, Amsterdam, Kosmos, 1931

## Collectie Por
De Collectie Por berust bij de Rijksdienst voor het Cultureel Erfgoed in Amersfoort. Zij is geschonken aan een van de voorlopers van deze Rijksdienst, de Rijksdienst voor de Monumentenzorg in de jaren 80 van de twintigste eeuw. De collectie omvat onder meer nieuwe werken naar ontwerp van Jacob Por, restauraties in opdracht van monumentenzorg, aantekeningen, opleidingsmateriaal en glasnegatieven.